# دوروثي مايلز
دوروثي مايلز (بالإنجليزية: Dorothy Miles)‏ هي كاتِبة وشاعرة بريطانية، ولدت في 19 أغسطس 1931 في ويلز في المملكة المتحدة، وتوفيت في 1993 في إنجلترا في المملكة المتحدة.

## وصلات خارجية
- دوروثي مايلز على موقع قاعدة بيانات برودواي على الإنترنت (الإنجليزية)